# Anton Stephan von Martini

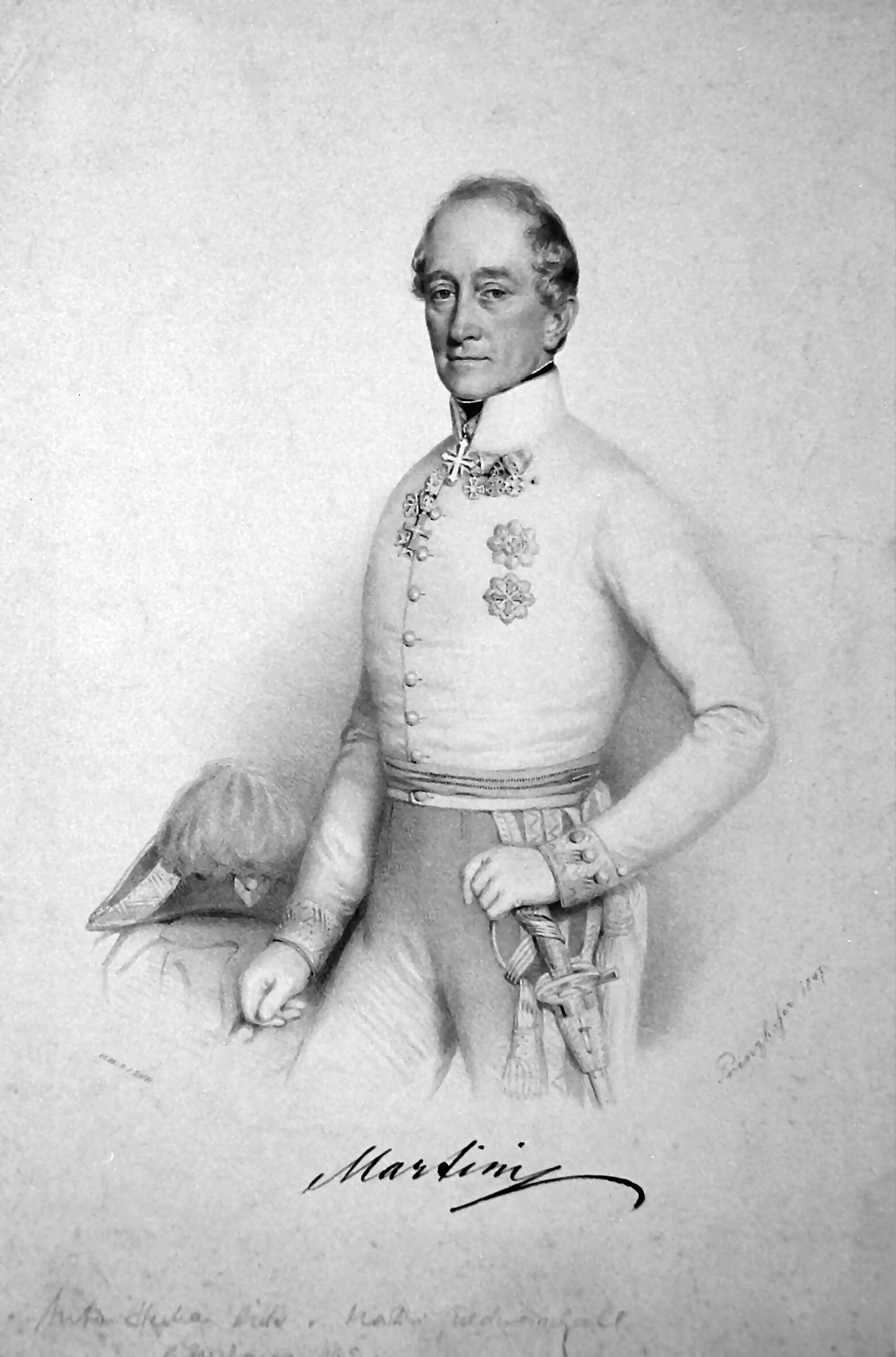
Anton Stephan von Martini, Lithographie von August Prinzhofer, 1847

Anton Stephan Ritter von Martini (* 1792 in Kesdi-Vasarhely, Siebenbürgen; † 28. Dezember 1861) war Vizeadmiral, Feldzeugmeister und Diplomat des Kaisertums Österreich.

## Leben
Martinis Vater war Generalmajor Joseph von Martini, der Kommandant der Festung Temeswar. Martini trat als Offiziersanwärter in das Infanterieregiment Baron Duka Nr. 39 der K.u.k-Armee ein und wurde 1805 zum Fähnrich befördert. 1809 nahm er an Gefechten bei Scherm, Neumarkt, Aspern und Wagram teil und wurde wegen seiner Leistung zum Oberleutnant befördert.
1812 wurde er als Mitglied des Generalstabs im Hilfskorps des Fürsten Schwarzenberg eingesetzt. Nach seiner Planung konnten in einem Gefecht bei Freiberg mehrere hundert Gefangene gemacht werden, darunter auch der General Brunot. Beim Rheinübergang des Kavallerie-Korps des Fürsten Hohenzollern bei Kehl bewährte er sich ebenfalls und wurde mit dem Ritterkreuz des Leopold-Ordens ausgezeichnet. Nach dem Ende des Krieges folgten weitere Generalstabsverwendungen in Tirol und Italien.
1821 wurde er zum Major im Generalstab befördert. Beim Kongress in Verona war er 1822 als Begleiter von Alexander I. eingeteilt. 1825 war er als österreichischer Kommissar bei der Festlegung der Straßenführung in Oberitalien tätig. Die Mobilisierung des Jahres 1830 brachte ihn in die Position des Chefs des Generalstabes des ersten mobilen Corps der italienischen Armee. Zusammen mit dem Gesandten in Turin war er an Verhandlungen mit Piemont und mit Sardinien beteiligt. Bei der Aufstellung der Armee des Königs Karl Albert wurde er Chef in seinem Generalstab und bald zum Oberstleutnant befördert. Bei der Aufstellung der Schweizer Truppen für den Papst begleitete er den päpstlichen Nuntius in der Schweiz.
1832 wurde er Oberst im Infanterie-Regiment 32, im Oktober 1834 Chef des Generalstabes der Armee in Italien. In dieser Zeit schlug er größere Zelte zur Unterbringung der Soldaten und eine veränderte Organisation zur Ausbildung der Soldaten vor. Am 22. Oktober 1838 wurde er zum Generalmajor befördert und übernahm bis 1843 den Befehl über eine Brigade in Italien. Bei Reisen konnte er die militärische Entwicklung in anderen europäischen Staaten beobachten. 1843 wurde er Direktor der Wien-Neustädter Akademie und als solcher 1846 zum Feldmarschallleutnant befördert.
Im Folgejahr wurde er, ohne vorher jemals im Seedienst gewesen zu sein, zum Vizeadmiral und Oberkommandierenden der Marine befördert, gleichzeitig wurde er zum Geheimen Rat ernannt. Schon Ende März 1847 geriet er in Unruhen in Venedig, bei denen er selbst gefangen genommen und Oberst Marinovich ermordet wurde. Am 25. Juli endete seine Haft und wenig später stellte er ein Gesuch auf erneute Übernahme in die Landarmee. Im Februar 1849 übergab er das Marine-Oberkommando an den Zivil- und Militärgouverneur von Triest und ging selbst in das Lager Olmütz. Von dort wurde er als Gesandter an den neapolitanischen Hof entsandt, wo er am 22. März 1849 in Gaeta König Ferdinand II. seine Beglaubigung überreichte. Er blieb in diesem Amt bis 1860 und bat dann aus gesundheitlichen Gründen um seinen Abschied. Aus diesem Anlass wurde er zum Feldzeugmeister befördert und mit dem Großkreuz des Leopold-Ordens ausgezeichnet.